# Chamis al-Ubajdi
Chamis al-Ubajdi (arab. خميس العبيدي; ur. 7 lipca 1966, zm. 21 czerwca 2006) – obrońca Saddama Husajna w procesie byłego prezydenta Iraku. 21 czerwca 2006 został porwany w południowym Bagdadzie. Tego samego dnia odnaleziono jego ciało z licznymi ranami postrzałowymi.